# 贡山盆距兰
贡山盆距兰（学名：Gastrochilus gongshanensis），为兰科盆距兰属下的一个植物种。其种加词“gongshanensis”意为“云南贡山的”。